# Eucelatoria texana
Eucelatoria texana là một loài ruồi trong họ Tachinidae.